# Тангара, Эмилия Бирамовна
Эмилия Бирамовна Тангара (род. 12 марта 2002, Воронеж) — российская легкоатлетка. Мастер спорта России международного класса (2024). На соревнованиях представляет Воронежскую и Курскую области.
Отец — малиец, мать — русская. Родители познакомились во время учёбы в Воронежском государственном университете. Впоследствии отец вернулся на родину, где работает в администрации города Бамако (столица Мали), занимаясь демографическими вопросами.
Лёгкой атлетикой Эмилия Тангара занималась под руководством тренера Сергея Грозя. Позднее её тренером являлся Руслан Мащенко.
Впервые призёром чемпионата России стала в 2020 году, завоевав бронзовую медаль в эстафете 4×100 метров с барьерами. Этот же результат она повторила на соревнованиях 2021 года.
В 2022 году стала серебряной призёршей Всероссийской спартакиады и бронзовой на Мемориале братьев Знаменских. На чемпионате России 2022 года заняла второе место на дистанции 400 метров с барьерами. Победитель Кубка России 2023 года в Чебоксарах. Чемпионка России 2023 и 2024 годов. 
Победительница Игр БРИКС 2024 года, которые прошли в городе Казань.
В июле 2024 года Тангара взяла золото на юношеском чемпионате России в своей привычной дистанции на 400 метров с барьерами, а также попробовала свои силы на 400 без барьеров, где завоевала серебро.
Училась в Воронежской государственной академии спорта.

## Результаты
| Год  | Турнир                     | Дисциплина       | Место | Результат |
| ---- | -------------------------- | ---------------- | ----- | --------- |
| 2020 | Чемпионат России           | эст. 4×100 м с/б | 3     | 1,00,21   |
| 2021 | Чемпионат России           | эст. 4×100 м с/б | 3     | 1,03,03   |
| 2022 | Всероссийская спартакиада  | 400 м с/б        | 2     | 55,99     |
| 2022 | Чемпионат России           | 400 м с/б        | 2     | 56,85     |
| 2023 | Чемпионат России           | 400 м с/б        | 1     | 56,31     |
| 2024 | Командный чемпионат России | 400 м с/б        | 1     | 57,20     |
| 2024 | Спортивные игры БРИКС      | 400 м с/б        | 1     | 55,66     |
| 2024 | Кубок России               | 400 м с/б        | 1     | 55,55     |
| 2024 | Чемпионат России           | 400 м с/б        | 1     | 56,56     |